# آنه بویدنز
آنه بویدنز (Anne Buydens) با نام هنگام تولد هانلور مارکس (Hannelore Marx) (زاده ۲۳ آوریل ۱۹۱۹ – در گذشته ۲۹ آوریل ۲۰۲۱) نوع‌دوست، تهیه‌کننده فیلم و همسر هنرپیشه آمریکایی کرک داگلاس بود (از سال ۱۹۵۴ تا زمان مرگ داگلاس در سال ۲۰۲۰). بویدنز در سال ۲۰۰۳، جایزه جفرسون را برای خدمات عمومی دریافت نمود.

## اوایل زندگی
بویدنز در ۲۳ آوریل ۱۹۱۹، با نام آلمانی هانلور مارکس در هانوفر آلمان به دنیا آمد. او دختر زیگفرید مارکس، تاجر پارچه و واردکننده ابریشم برای تهیه چتر نجات، پائولا مارکس، فعال اجتماعی، بود. او پس از طلاق والدینش، به مدرسهٔ شبانه‌روزی در سویس فرستاده شد و در آنجا زبان‌های انگلیسی، فرانسه و ایتالیایی را فراگرفت. او بعداً در بروکسل به تحصیل پرداخت، اما به خاطر بمباران شدن شهر در زمان جنگ جهانی دوم به پاریس فرار کرد. از آنجاییکه هویت آلمانی او دردسرساز بود، با فردی بلژیکی به نام آلبرت بویدنز ازدواج کرد که بعداً از او جدا شد.

## حرفه
زمانی که نازی‌ها در پاریس اصرار به نمایش فیلم‌ها با زیرنویس آلمانی داشتند، مهارت‌های زبانی بویدنز باعث شد که شغلی در یک شرکت توزیع‌کننده فیلم فرانسوی پیدا کند. در سال ۱۹۴۸، او برای تولید یک برنامه به نام «رژه مد پاریس» برای شبکه NBC، استخدام شد. همچنین برای تولید فیلم «مولن روژ» (Moulin Rouge) ساخته جان هیوستون در سال ۱۹۵۲، شغلی به عنوان مأمور شناسایی محل فیلم‌برداری داشت. او از سال ۱۹۵۳، جشن‌های اشخاص مشهور را در جشنواره فیلم کن برنامه‌ریزی می‌کرد.
زمانی که بویدنز در سال ۱۹۵۳ با کرک داگلاس در پاریس ملاقات کرد، کرک از همسر اول خود، دایانا دیل که از او دو پسر به نام‌های مایکل و جوئل داشت، طلاق گرفت. کرک به عنوان بازیگر و هم به عنوان مسئول تبلیغات در فیلم «Act of Love» به کارگردانی آناتول لیتواک (Anatole Litvak) کار کردند. داگلاس به او پیشنهاد کرد که مدیر برنامه‌هایش شود، اما از سوی بویدنز در ابتدا پذیرفته نشد، اما در نهایت قبول کرد. به گفته داگلاس: «او سرانجام پذیرفت که به صورت آزمایشی با من کار کند، و از همان اول مشخص نمود که رابطه ما کاملاً تجاری خواهد بود».

## زندگی شخصی
در ۲۹ ماه مه ۱۹۵۴، بویدنز و داگلاس در لاس وگاس ازدواج کردند. آن‌ها دو پسر داشتند: پیتر (متولد ۱۹۵۵) و اریک (۱۹۵۸–۲۰۰۴) که هر دو نفرشان وارد صنعت فیلم‌سازی شدند. داگلاس باور داشت که بویدنز جان او را نجات داده‌است، زیرا در سال ۱۹۵۸، بویدنز از او خواسته بود که همراه کارگردان مایک تاد سوار هواپیمای شخصی نشود؛ آن هواپیما روز بعد سقوط کرد و هر چهار سرنشین آن کشته شدند.
بویدنز در سال ۱۹۵۹ شهروند ایالات متحده شد. در پنجاه‌امین سال‌گرد ازدواج‌شان در سال ۲۰۰۴، بویدنز به دین یهودیت گروید.
در سال ۲۰۱۷، آن‌ها با هم زندگی‌نامه‌ای به نام «کرک و آن: نامه‌های عاشقانه، شادی و یک عمر زندگی در هالیوود» را نوشتند که شامل نامه‌های رد و بدل شده در میان آن‌ها بود. هر دو نفر آن‌ها به صد سالگی رسیدند؛ داگلاس در ۵ فوریه ۲۰۲۰ درگذشت.
بویدنز در ۲۹ آوریل ۲۰۲۱، شش روز پس از تولد ۱۰۲ سالگی‌اش، در خانه قدیمی خود در بورلی هیلز درگذشت.
در بیانیه‌ای که توسط خانواده‌اش منتشر شد، پسرخوانده‌اش مایکل داگلاس ادای احترام کرد:
آن هرگز یک نامادری «بدجنس/شرور» نبود. او بهترین خصوصیت و توانایی‌های همهٔ ما را به ویژه توانایی‌های پدرمان را برجسته و آشکار کرد. بدون حمایت و همکاری او، پدر هرگز به موفقیت‌هایی که داشت، نمی‌رسید.

## نوع‌دوستی
یکی از اولین فعالیت‌های بویدنز در امور نوع‌دوستانه، بلافاصله پس از بهبودی‌اش از سرطان سینه صورت گرفت: او به همراه شش نفر از بهبودیافتگان، مؤسسه خیریه «پژوهش برای سرطان زنان» را تأسیس و میلیون‌ها دلار برای کمک به مرکز تحقیقاتی بیمارستان سیدرز-ساینای (Cedars-Sinai Medical Center) در لس‌آنجلس جمع‌آوری کرد.
بویدنز و داگلاس در سال ۱۹۶۴، بنیاد داگلاس را تأسیس کردند که از آن زمان تقریباً ۱۱۸ میلیون دلار به مؤسساتی همچون بیمارستان کودکان لس‌آنجلس و صندوق فیلم و تلویزیون (MPTF) اهدا کرده‌است. آن‌ها همچنین به احترام پدر داگلاس، بخش بیماری آلزایمر در مجموعه «هریز هاون» در وودلند هیلز (Woodland Hills) را تأسیس کردند.
این زوج به‌خاطر تلاش‌های‌شان برای بازسازی زمین‌های بازی مربوط به اتحادیه مدارس لس‌آنجلس و حضورشان در مراسم افتتاحیه شهرت داشتند. به منظور قدردانی از هم‌دردی بویدنز برای زنان بی‌خانمان، مرکز «آن داگلاس برای زنان» به نام او نام‌گذاری شد.

## جوایز
بویدنز در سال ۱۹۷۰ در فهرست تالار مشاهیر بین‌المللی خوش‌پوش‌ترین‌ها قرار گرفت.
برای قدردانی از اقدامات نوع‌دوستانه بویدنز به عنوان یک شهروند، جایزه جفرسون برای خدمات عمومی در سال ۲۰۰۳ به او تعلق گرفت. بویدنز و داگلاس تنها زوج متأهلی هستند که هر کدام جایزه جفرسون را دریافت کرده‌اند؛ داگلاس در سال ۱۹۸۳ جایزه جفرسون را گرفت.